# Zatoka Burtona
Zatoka Burtona (fr. Baie de Burton) - zatoka w północno-zachodniej części jeziora Tanganika, na zachód od półwyspu Ubwari, na terytorium Demokratycznej Republiki Konga (prowincja Kiwu Południowe).
Nad zatoką leży miasto Baraka.